# Немерзь (Липецкая область)
Не́мерзь — деревня  в Задонском районе Липецкой области России. Входит в состав Камышевского сельсовета. 

## География
Деревня расположена в южной части Липецкой области, в восточной части Задонского района, в пределах  Среднерусской возвышенности.  Имеет одну улицу: Лесная.

## Топоним
Название — по речке, у которой в зимнее время были незамерзающие участки от сильных родников.

## История
В документах Засосенского стана Елецкого уезда 1620 г. упоминается «село Онтоновское, что был починок Быков на речке Немерзли под… (неразобр.) лесом». А в источниках 1676 г. говорится о с. Немерзли с Антоньевской церковью. Но неясно, соответствует ли село XVII в. нынешней деревне Немерзь. Определённо к ней относится запись в источнике 1859 г. — сельцо владельческое Немерезь (Немержа), при р. Немерези, 30 дворов.

## Население
| 2010 |
| ---- |
| 23   |